# Hidas Judit
Hidas Judit (Budapest, 1976. december 17. –) író, szerkesztő, újságíró.

## Életpályája
1995-ben végzett az ELTE Radnóti Miklós Gyakorló Gimnáziumában . Ezután az ELTE-n tanult Magyar Nyelv és Irodalom szakon, illetve Média-Kommunikáció szakon, majd a Színház- és Filmművészeti Egyetem dramaturg szakán. Ebben az időszakban jelentek meg az első novellái, amiket a Holmi és az Élet és irodalom közölt. Első novelláskötete 2013-ban jelent meg Hotel Havanna címen, ekkor már publikált számos más folyóiratban is, többek között a Jelenkorban, Kalligramban, Mozgó Világban, Látóban, Műútban, Tiszatájban. Azóta is rendszeresen jelennek meg írásai, tárcái szépirodalmi és közéleti lapokban, többek között a Marie Claire-ben, a 168 órában, a Népszavában, a wmn.hu-n, a HVG A nő és a HVG Business magazinokban. A Hotel Havannával ő képviselte Magyarországot az Európai Elsőkönyvesek Fesztiválján 2014-ben.  
2015-ben NKA ösztöndíjat kapott a Seb című regénye megírásához.  
2016-ban a Lipcsei Könyvvásár keretében fellépés a NaTo-ban – felolvasás és beszélgetés a Die horen című antológiában megjelent Turista Afrikában című novella kapcsán 
2019-ben  a Long Nights of Literatures nemzetközi irodalmi fesztivál magyar résztvevője Delhiben.  
2022-ben Visegrádi Irodalmi Rezidens program ösztöndíjasa. 
2022-ben József Attila Irodalmi Ösztöndíjas. 
A SZÍN Szépírók Társasága Női Érdekvédelmi Fórumának egyik alapítója és vezetőségi tagja.
A HVG A nő című magazinjának szerkesztője.

## Magánélete
Férjével és három gyerekével Fóton él.

## Művei
- Hotel Havanna (novellák), L’Harmattan, Bp., 2013[2]
- Anyátlan nemzedék (interjúkötet, társszerző: dr. C. Molnár Emma), L’Harmattan, Bp., 2014
- Seb (regény), Kalligram, Bp., 2016[3]
- Boldogság tízezer kilométerre (novellafüzér), Kalligram, Bp., 2019[4]
- Nem vagy többé az apám, Park, Bp., 2022

## Díjak és támogatások
- Petri-díj – shortlist (2013)[5]
- Litera–Libri novellapályázat[6] – első helyezés
- Európai Elsőkönyvesek Fesztiválja – magyar résztvevő (2014) [7]
- NKA ösztöndíj (2015)
- Az Év Szabadúszó Kismamája Díj (2018)[8]
- Visegrádi Irodalmi Rezidens Ösztöndíj (2022)
- A ferencvárosi József Attila Irodalmi Támogatás ösztöndíj (2022)[9]